# Iodure de zirconium(III)
L’iodure de zirconium(III) est un composé chimique de formule ZrI3. Il s'agit d'un solide bleu foncé qui se dismute au-dessus de 275 °C en iodure de zirconium(II) ZrI2 et iodure de zirconium(IV) ZrI4. Il présente une structure cristalline du système orthorhombique dans le groupe d'espace Pmmn (no 59) avec pour paramètres a = 1 295,4 pm, b = 667,9 pm et c = 729,2 pm. Les ions forment des structures chaînées dans lesquelles deux octaèdres ZrI6/2 partagent deux faces triangulaires opposées.
On peut l'obtenir en faisant réagir de l'iodure de zirconium(IV) avec du zirconium à une température de 500 à 700 °C :
3 ZrI4 + Zr ⟶ 4 ZrI3.
Il est également possible d'utiliser de l'aluminium à la place du zirconium :
3 ZrI4 + Al ⟶ 3 ZrI3 + AlI3.
On peut obtenir l'iodure de zirconium(III) à l'état gazeux en faisant réagir du zirconium avec de l'iodure d'hydrogène HI de 1 100 à 1 500 K.
Une autre voie de synthèse consiste à cristalliser l'iodure de zirconium(III) à partir d'une solution de zirconium(III) dans l'iodure d'aluminium AlI3. La solution est préparée par réduction d'une solution eutectique de ZrI4 dans l'AlI3 liquide à une température de 280 à 300 °C en présence de zirconium ou d'aluminium métallique,.